# منتمور
منتمور (به انگلیسی: Mentmore) یک روستا و محله مدنی در بریتانیا است که در Aylesbury Vale واقع شده‌است. منتمور ۳۸۵ نفر جمعیت دارد.